# Rodolfo Montoya
Rodolfo Montoya (* 19. November 1954 in Mexiko-Stadt) ist ein ehemaliger mexikanischer Fußballspieler auf der Position eines Stürmers.

## Leben
Montoya erhielt seinen ersten Profivertrag vor der Saison 1974/75 bei der gerade erst in die höchste mexikanische Spielklasse aufgestiegenen Mannschaft der U.A.N.L. und wechselte bereits nach einer Spielzeit zum CD Cruz Azul, mit dem er in den Spielzeiten 1978/79 und 1979/80 zweimal in Folge den mexikanischen Meistertitel gewann.
Während seiner Zeit bei den Cementeros gelang ihm auch der Sprung in die mexikanische Nationalmannschaft, für die er zwischen 1978 und 1980 insgesamt dreimal zum Einsatz kam.
1982 wechselte Montoya zum Club León und wiederum ein Jahr später zum CF Atlante, bei dem er bis Sommer 1985 unter Vertrag stand. Anschließend spielte er noch ein Jahr für Deportivo Neza, bevor er seine aktive Laufbahn in der Saison 1986/87 in den Reihen des Puebla FC ausklingen ließ.

## Erfolge
- Mexikanischer Meister: 1979, 1980